# مانی این د بنک (۲۰۲۰)
 مانی این د بنک  (به انگلیسی: Money in the Bank) یک رویداد غیر رایگان (Pay-Per-View) در کشتی حرفه‌ای است که توسط کمپانی دبلیودبلیوئی برای دو برند راو و اسمک داون خود تهیه می‌شود و این دوره‌اش هم در ۱۰ مه ۲۰۲۰ در شهر اورلاندو ایالت فلوریدا و در مرکز تمرینات دبلیودبلیوئی برگزار شد. این، یازدهمین دوره از مانی این د بنک از زمان آغاز این پی پر ویو در سال ۲۰۱۰ بود.

## زمینه سازی
مانی این د بنک شامل مسابقاتی بین دشمنی‌های موجود، ماجراهای پیش آمده و استوری‌هایی خواهد بود که پیش از این در برنامه‌های راو یا اسمک داون پخش شده بود. کشتی‌گیرها با توجه به مسابقات یا سری اتفاقاتی که برایشان رخ می‌دهد و تنش را به حد اکثر می‌رساند، نقش منفی یا قهرمان به خود می‌گیرند.

## نتایج
| #  | نتیجه                                                                                                | نوع مسابقه                                                                    | زمان  |
| -- | --- | ----------------------------------------------------------------------------- | ----- |
| ۱پ | جف هاردی پیروز در مقابل سزارو                                                                        | مسابقه تک نفره                                                                | ۱۳:۵۱ |
| ۲  | د نو دی (کوفی کینگستون و بیگ ای)(c) پیروز در مقابل فورگاتن سانز، جان موریسن و د میز و لوچا هَوس پارتی | مسابقه چهار جانبه تگ تیم برای کمربندان تگ تیم اسمک داون                       | ۱۲:۰۰ |
| ۳  | بابی لشلی پیروز در مقابل آر تروث                                                                     | مسابقه تک نفره                                                                | ۱:۴۰  |
| ۴  | بیلی (c)(با همراهی ساشا بنکس) پیروز در مقابل تامینا                                                  | مسابقه تک نفره برای کمربند زنان اسمک داون                                     | ۱۰:۳۰ |
| ۵  | براون استرومن(c) پیروز در مقابل بری وایت                                                             | مسابقه معمولی برای کمربند یونیورسال دبلیودبلیوئی                              | ۱۰:۵۵ |
| ۶  | درو مکینتایر(c) پیروز در مقابل ست رالینز                                                             | مسابقه معمولی برای کمربند دبلیو دبلیو ای سنگین وزن جهانی                      | ۱۹:۲۰ |
| ۷  | آسکا پیروز در مقابل کارملا، دینا بروک، لیسی اونز، نایا جکس و شینا بزلر                               | مسابقه نردبان مانی این د بنک برای به دست آوردن حق مسابقه سر کمربند جهانی زنان | ۲۲:۰۰ |
| ۸  | اوتیس پیروز در مقابل بارین کوربین، ای جی استایلز، دنیل برایان، الستر بلک و ری میستریو                | مسابقه نردبان مانی این د بنک برای مسابقه سر کمربند جهانی                      | ۲۷:۱۵ |

## یادداشت ها
1. ↑  به دلیل شیوع ویروس کرونا این رویداد پشت در های بسته؛ در مرکز تمرینات دبلیودبلیوئی برگزار شد.
2. ↑  این مسابقه روی سقف محل برگزاری رویداد برگزار شده بود.
3. ↑  این دو مسابقه نردبان مانی این د بنک با هم برگزار شده بودند.

## موضوعات مرتبط
- دبلیودبلیوئی مانی این د بنک
- رسلمنیا ۳۶